# Neriene cavaleriei
Neriene cavaleriei är en spindelart som först beskrevs av Schenkel 1963.  Neriene cavaleriei ingår i släktet Neriene och familjen täckvävarspindlar. Inga underarter finns listade i Catalogue of Life.